# Oś toru
Oś toru - teoretyczna linia biegnąca na wysokości główek szyn w połowie odległości między szynami. Od osi toru wyznaczane są wszelkie odległości urządzeń infrastruktury kolejowej np. ukresy, semafory, wskaźniki, budynki i perony.